# Raz-El-Ma
Raz-El-Ma è un comune rurale del Mali facente parte del circondario di Goundam, nella regione di Timbuctù.